# ラースタチカ
ラースタチカ（ロシア語: Ласточка（ツバメの意）とは、ロシア連邦の高速列車に用いられるシーメンス社製の車両である。

## 概要
2009年にロシア鉄道がシーメンス社にロシアの気候条件に対応可能な高速列車用車両を20両発注した。当初はソチにおいてオリンピック期間中の近郊輸送、そして他のノンストップ運転を行う区間の車両置き換えのために導入された。 また、シーメンス社は先行してサプサン（Velaro RUS）をロシア鉄道に納入していた。デザインはデジロをモデルにしたものである。2009年12月29日にロシア鉄道はシーメンス社とデジロ54両、4億1000万ユーロの契約に署名し、それらの列車が「ラースタチカ」と名付けられた。最初の38両はドイツで生産された。また、ロシア国内での生産をウラル機関車が行なう。
交直流電車はソチ周辺の複数の電化方式に対応できる点で重宝した。黒海周辺は直流3kVであるのに対し、山岳路線に建設されたアドレル - クラースナヤ・ポリャーナ間は交流25kV、50 Hzであった。ラースタチカはいずれにも対応可能であった。

## 運行路線

### サンクトペテルブルク発着
- サンクトペテルブルク - ノヴゴロド
- サンクトペテルブルク - ボロゴエ
- サンクトペテルブルク - ペトロザヴォーツク
- サンクトペテルブルク - ヴォルホフ
- サンクトペテルブルク - ヴィボルグ
- サンクトペテルブルク - トスノ - リュバニ

### モスクワ発着
- モスクワ中央環状線
- モスクワ - ニジニ・ノヴゴロド
- モスクワ - クルスク
- モスクワ - オリョール
- モスクワ - スモレンスク
- モスクワ - トヴェリ[4]
- モスクワ - ゼレノグラード[5]

### その他
- クラスノダール - アドレル
- クラスノダール - ロストフ・ナ・ドヌ
- マイコープ - アドレル
- ソチ - ソチ国際空港
- ソチ - クラースナヤ・ポリャーナ
- ソチ - オリンピックパーク
- ソチ - ガグラ
- トゥアプセ - オリンピックパーク
- トゥアプセ - ソチ国際空港
- ラザレフスカヤ - ソチ国際空港
- ダゴミス - ソチ国際空港
- エカテリンブルク - ニジニ・タギル
- エカテリンブルク - カメンスク・ウラリスキー
- エカテリンブルク - ペルボウラリスク - クジノ

### 計画
- ミネラーリヌィエ・ヴォードィ - ソチ[6][7]
- バルナウル - ノヴォシビルスク[8]

## 参照
1. ↑  発音よりもスペリングを重視して、ラーストチカとカナ表記されることもある。
2. ↑  Zigler, W.; Mangler, R. (2012年). “Desiro RUS — перспективный пригородный электропоезд [Desiro RUS – promising commuter train]” (ロシア語). Zheleznye dorogi mira (4):  pp. 44-51 2016年10月27日閲覧。
3. ↑  «III Международный железнодорожный салон ЭКСПО 1520 „Мне нравится смотреть вперед!“»
4. ↑  Titko, Alisa (2015年10月1日). “Скоростные поезда "Ласточки" с 1 октября запустили из Москвы в Тверь” (ロシア語). Komsomolskaya Pravda. 2016年10月27日閲覧。
5. ↑  Frolov, Aleksandr (2015年10月1日). “Из Москвы до Твери через Крюково отправилась первая «Ласточка»” (ロシア語). Gudok.ru. 2016年10月27日閲覧。
6. ↑  “Поезд "Ласточка" летом 2014 г может соединить Петербург и Петрозаводск” (ロシア語).   RIA Novosti (2013年12月13日). 2016年10月27日閲覧。
7. ↑  Yevdokimov, Igor (2014年4月1日). “На Олимпийских "Ласточек" готовят к "полёту" до Краснодара” (ロシア語). Gudok (54 (25489)) 2016年10月27日閲覧。
8. ↑  “Скоростной электропоезд "Ласточка" отправился из Новосибирска в Барнаул” (ロシア語).   Russian News Agency TASS (2014年8月15日). 2016年10月27日閲覧。